# キニナル金曜日
『キニナル金曜日』（キニナルきんようび）は、2017年4月7日から2023年6月30日までTBSテレビで放送されていたTBSショッピングの通販番組。

## 出演者
- FUJIWARA
- 杉崎美香

MCは、FUJIWARA藤本と杉崎美香が務め、FUJIWARA原西は、役立つ豆知識や雑学を伝える専門家軍団・キニナルティーチャーを率いるキニナルマスターとして出演した。

## 関連番組
- 納得!買い得!グッとラック!キニナルマーケット（グッとラック!内で放送）（TBSスパークル制作、2019年9月 - 2020年9月24日） - MC： 村上知子（森三中）、板倉俊之（インパルス、声の出演） ※買い運!おびマルシェの後継番組
  - 納得!買い得!キニナルマーケット（Let's!美バディ→プチブランチ内で放送）（TBSスパークル制作、2020年9月28日 - 2022年12月27日） - MC： 村上知子（森三中）、板倉俊之（インパルス、声の出演）
- キニナルチョイス（プチブランチ内で放送）（2023年1月4日 - ） - MC：松嶋尚美 ※キニナルマーケットの後継番組
  - ひるおびショッピング キニナルチョイス（ひるおび内で放送）（2023年3月 - ） - MC：松嶋尚美
  - もっとキニナルチョイス（2023年7月 - ） - MC：松嶋尚美 ※キニナル金曜日の後継番組